# Supertungvikt i grekisk-romersk stil i brottning vid olympiska sommarspelen 2000
Herrarnas brottningsturnering i grekisk-romersk stil i viktklassen supertungvikt vid olympiska sommarspelen 2008 avgjordes den 25-27 september i Sydney i Sydney Convention and Exhibition Centre. 

## Medaljörer
| Klass         | Guld                | Silver                       | Brons                         |
| Supertungvikt | Rulon Gardner · USA | Aleksandr Karelin · Ryssland | Dmitrij Debelka · Vitryssland |

## Resultat

### Förkortningar
- EF — Vinst genom förverkande, förloraren ej plancerad
- E2 — Båda brottarna diskvalificerade för brott mot reglerna
- EV — Diskvalifikation från samtliga tävlingar för brott mot reglerna
- EX — 3 varningar eller brott mot reglerna
- PA — Skada/uteblivande
- PO — Vinst efter poäng, förloraren utan teknik-poäng
- PP — Vinst efter poäng, förloraren med teknik-poäng
- SP — Teknisk överlägsenhet, 10 poängs skillnad, förloraren hade poäng
- ST — Teknisk överlägsenhet, 10 poängs skillnad, förloraren utan poäng
- TO — Vinst efter fall
- KP — Klassificeringspoäng
- TP — Tekniska poäng

### Utslagningsronder

#### Grupp 1
| Tävlande            | Vunna | Förlorade | KP | TP |
| ------------------- | ----- | --------- | -- | -- |
| Héctor Milián (CUB) | 2     | 0         | 6  | 4  |
| Zhao Hailin (CHN)   | 1     | 1         | 3  | 3  |
| Helger Hallik (EST) | 0     | 2         | 1  | 2  |

| Röd           | Blå           | KP     | TP  |
| ------------- | ------------- | ------ | --- |
| Héctor Milián | Helger Hallik | 3-0 PO | 3-0 |
| Zhao Hailin   | Héctor Milián | 0-3 PO | 0-1 |
| Helger Hallik | Zhao Hailin   | 1-3 PP | 2-3 |

#### Grupp 2
| Tävlande                | Vunna | Förlorade | KP | TP |
| ----------------------- | ----- | --------- | -- | -- |
| Dmitrij Debelka (BLR)   | 2     | 0         | 6  | 5  |
| Eddy Bengtsson (SWE)    | 1     | 1         | 4  | 5  |
| Miriani Giorgadze (GEO) | 0     | 2         | 0  | 0  |

| Röd               | Blå               | KP     | TP  |
| ----------------- | ----------------- | ------ | --- |
| Miriani Giorgadze | Dmitrij Debelka   | 0-3 PO | 0-3 |
| Eddy Bengtsson    | Miriani Giorgadze | 3-0 PO | 4-0 |
| Dmitrij Debelka   | Eddy Bengtsson    | 3-1 PP | 2-1 |

#### Grupp 3
| Tävlande               | Vunna | Förlorade | KP | TP |
| ---------------------- | ----- | --------- | -- | -- |
| Georgiy Saldadze (UKR) | 2     | 0         | 7  | 15 |
| Rafael Barreno (VEN)   | 1     | 1         | 3  | 4  |
| Laszlo Kovacs (AUS)    | 0     | 2         | 0  | 0  |

| Röd              | Blå              | KP     | TP   |
| ---------------- | ---------------- | ------ | ---- |
| Rafael Barreno   | Georgiy Saldadze | 0-3 PO | 0-9  |
| Laszlo Kovacs    | Rafael Barreno   | 0-3 PO | 0-4  |
| Georgiy Saldadze | Laszlo Kovacs    | 4-0 TO | 1:43 |

#### Grupp 4
| Tävlande                 | Vunna | Förlorade | KP | TP |
| ------------------------ | ----- | --------- | -- | -- |
| Aleksandr Karelin (RUS)  | 2     | 0         | 7  | 6  |
| Mihály Deák-Bárdos (HUN) | 1     | 1         | 4  | 0  |
| Sergei Mureiko (BUL)     | 0     | 2         | 0  | 0  |

| Röd                | Blå                | KP     | TP   |
| ------------------ | ------------------ | ------ | ---- |
| Aleksandr Karelin  | Sergei Mureiko     | 3-0 PO | 3-0  |
| Mihály Deák-Bárdos | Aleksandr Karelin  | 0-4 TO | 1:48 |
| Sergei Mureiko     | Mihály Deák-Bárdos | 0-4 PA |      |

#### Grupp 5
| Tävlande              | Vunna | Förlorade | KP | TP |
| --------------------- | ----- | --------- | -- | -- |
| Rulon Gardner (USA)   | 3     | 0         | 9  | 15 |
| Giuseppe Giunta (ITA) | 2     | 1         | 7  | 6  |
| Haykaz Galstyan (ARM) | 1     | 2         | 3  | 3  |
| Omrane Ayari (TUN)    | 0     | 3         | 2  | 4  |

| Röd             | Blå             | KP     | TP  |
| --------------- | --------------- | ------ | --- |
| Haykaz Galstyan | Giuseppe Giunta | 0-3 PO | 0-1 |
| Rulon Gardner   | Omrane Ayari    | 3-1 PP | 7-2 |
| Haykaz Galstyan | Rulon Gardner   | 0-3 PO | 0-6 |
| Giuseppe Giunta | Omrane Ayari    | 3-0 PO | 4-0 |
| Haykaz Galstyan | Omrane Ayari    | 3-1 PP | 3-2 |
| Giuseppe Giunta | Rulon Gardner   | 1-3 PP | 1-2 |

#### Grupp 6
| Tävlande              | Vunna | Förlorade | KP | TP |
| --------------------- | ----- | --------- | -- | -- |
| Yuri Evseitchik (ISR) | 3     | 0         | 9  | 11 |
| Fatih Bakir (TUR)     | 2     | 1         | 6  | 4  |
| David Vála (CZE)      | 1     | 2         | 4  | 5  |
| Marek Sitnik (POL)    | 0     | 3         | 1  | 1  |

| Röd             | Blå             | KP     | TP  |
| --------------- | --------------- | ------ | --- |
| Fatih Bakir     | Yuri Evseitchik | 0-3 PO | 0-3 |
| Marek Sitnik    | David Vála      | 0-3 PO | 0-4 |
| Fatih Bakir     | Marek Sitnik    | 3-0 PO | 1-0 |
| Yuri Evseitchik | David Vála      | 3-1 PP | 5-1 |
| Fatih Bakir     | David Vála      | 3-0 PO | 3-0 |
| Yuri Evseitchik | Marek Sitnik    | 3-1 PP | 3-1 |

### Utslagningsträd
|  | Kvartsfinaler           | Kvartsfinaler           |                         |                       | Semifinaler           | Semifinaler |  |  | Final | Final |
|  |                         |                         |                         |                       |                       |             |  |  |       |       |
|  | 27 september            |                         |                         |                       |                       |             |  |  |       |       |
|  |                         |                         |                         |                       |                       |             |  |  |       |       |
|  | Héctor Milián (CUB)     | 0                       |                         |                       |                       |             |  |  |       |       |
|  | Héctor Milián (CUB)     | 0                       | 27 september            |                       |                       |             |  |  |       |       |
|  | Dmitrij Debelka (BLR)   | 1                       |                         |                       |                       |             |  |  |       |       |
|  | Dmitrij Debelka (BLR)   | 1                       | Dmitrij Debelka (BLR)   | 0                     |                       |             |  |  |       |       |
|  |                         |                         | Dmitrij Debelka (BLR)   | 0                     |                       |             |  |  |       |       |
|  |                         | Aleksandr Karelin (RUS) | 3                       |                       |                       |             |  |  |       |       |
|  | Georgiy Saldadze (UKR)  | Aleksandr Karelin (RUS) | 3                       | 0                     |                       |             |  |  |       |       |
|  | Georgiy Saldadze (UKR)  |                         | 27 september            | 0                     |                       |             |  |  |       |       |
|  | Aleksandr Karelin (RUS) | 4                       |                         |                       |                       |             |  |  |       |       |
|  | Aleksandr Karelin (RUS) | 4                       | Aleksandr Karelin (RUS) | 0                     |                       |             |  |  |       |       |
|  |                         |                         | Aleksandr Karelin (RUS) | 0                     |                       |             |  |  |       |       |
|  |                         | Rulon Gardner (USA)     | 1                       |                       |                       |             |  |  |       |       |
|  | Rulon Gardner (USA)     | Rulon Gardner (USA)     | 1                       |                       |                       |             |  |  |       |       |
|  |                         |                         |                         |                       |                       |             |  |  |       |       |
|  | Bye                     |                         |                         |                       |                       |             |  |  |       |       |
|  | Rulon Gardner (USA)     | 3                       | Bronsmatch              | Bronsmatch            |                       |             |  |  |       |       |
|  | Rulon Gardner (USA)     | 3                       | Bronsmatch              | Bronsmatch            |                       |             |  |  |       |       |
|  |                         | Yuri Evseitchik (ISR)   | 2                       |                       |                       |             |  |  |       |       |
|  | Yuri Evseitchik (ISR)   | Yuri Evseitchik (ISR)   | 2                       |                       | Dmitrij Debelka (BLR) | 1           |  |  |       |       |
|  | Yuri Evseitchik (ISR)   |                         |                         |                       | Dmitrij Debelka (BLR) | 1           |  |  |       |       |
|  | Bye                     |                         |                         | Yuri Evseitchik (ISR) | 0                     |             |  |  |       |       |
|  | Bye                     |                         |                         | Yuri Evseitchik (ISR) | 0                     |             |  |  |       |       |
|  |                         |                         |                         |                       |                       |             |  |  |       |       |
|  |                         |                         |                         |                       |                       |             |  |  |       |       |